# Подсудность
Подсу́дность — распределение дел, подлежащих рассмотрению по первой инстанции, между судами — установление конкретного суда, который должен рассмотреть данное дело. Подсудность включает как компетентность, или власть, принадлежащую тому или другому суду, постановить решение по делу, так и соответствующую этой власти обязанность заинтересованных лиц подчиняться данному компетентному суду.

## Принципы подсудности
Общие принципы подсудности заключаются в следующем:
- Учреждение, наделённое судебной властью, не должно принимать к своему рассмотрению судебных дел, подведомственных юрисдикции другого учреждения.
- Решение, постановленное некомпетентным учреждением, считается недействительным.
- Стороны вправе просить об устранении некомпетентного учреждения от решения данного дела: он имеет право возражения или отвода.
- Подсудность определяется положением, в котором находятся обстоятельства дела ко времени предъявления иска. Последующие изменения (например, смена ответчиком своего домицилия) не имеют значения. Отсюда общее начало: где дело началось, там оно должно быть и окончено.
- Подсудность, как правило, имеет территориальный характер: она распространяется только на определённые местности в государстве, территория которого разделяется на судебные округа. Суды, находящиеся в этих округах являются компетентными только для дел, возникающих в пределах данной территории. Исключение составляет высший суд государства, например, Верховный суд РФ, распространяющий свою деятельность на все государство.

## Подсудность вгражданском процессе
В основании распределения различных дел по категориям судов лежат два признака: 
- Род дела. Это объективная подсудность, основывающаяся на соображениях публичного права.
- Личные отношения, в которых стоят друг к другу тяжущиеся стороны. Это подсудность личная, или относительная, основанная на соображениях личных удобств тяжущихся лиц и определяемая началом места жительства, места исполнения договора и т. д.

Подсудность по роду дел не может быть изменена никакими соглашениями сторон, личная же подсудность может быть изменена не только посредством договора, но и молчаливым подчинением юрисдикции данного суда. Подсудность по роду дел определяется самим судом независимо от указания сторон; по отношению же к личной подсудности суд не входит сам в рассмотрение вопроса, и только заинтересованное лицо может возбудить спор о неподсудности.
Кроме различия по роду дел между судами общей юрисдикции и специальными судами, существует различие по роду дел между судами первой и второй инстанции и между федеральными и мировыми судами
Определяющим принципом личной подсудности (её называют также относительной или территориальной) является, по общему правилу, местожительство ответчика. У древнейших народов, живших особняком на своей территории, подсудность определялась местом рождения или происхождения ответчика. С развитием общественного быта, с передвижением экономических сил к древнему началу подсудности присоединилось начало местожительства. Эти два основания подсудности приняты были в римском праве; оба они часто совпадали; каждый гражданин подчинен был юрисдикции городского (общинного) и провинциального магистрата. С рецепцией римского права в Германии принцип происхождения утратил своё первоначальное значение и преобладать стал принцип местожительства.
Кроме общей подсудности, законодательства допускают еще особые основания подсудности для некоторых дел, подлежащих, в виде изъятия из общего правила, ведению не того суда, в округе которого ответчик имеет жительство или пребывание. Эта подсудность носит или безусловный обязательный характер, или элективный (т. е. истцу предоставляется право выбора между общею и специальной подсудностью).
Безусловный характер носит подсудность по месту нахождения недвижимого имущества: иски о праве собственности и о всяком ином вещном праве на недвижимость, об имущественных сервитутах, о поземельных повинностях и т. п. должны быть предъявляемы по месту нахождения последнего. Споры, возникающие из вещных правоотношений, гораздо целесообразнее и легче решать в том месте, где находится спорный предмет, когда требуется, напр., осмотр местности, поверка границ, дознание через окольных людей и т. п.
Элективная особенная подсудность может допускаться, например, по искам по исполнению договора. Здесь подсудность определяется по месту исполнения договора. Кроме того, элективная подсудность может иметь место по искам, вытекающим из уголовного правонарушения. Гражданский иск может быть соединен с уголовным делом, и тогда он рассматривается в суде по месту совершения преступления; но если такой иск предъявлен особо, то подсудность его определяется по общим правилам.
К особым (специальным) основаниям подсудности относят также место нахождения филиала или представительства юридического лица (ответчика), связь между самыми делами, как внутренняя, так и внешняя, например, в случае подачи встречного иска; место открытия наследства, т. е. место нахождения наследственного имущества.
Кроме указанных видов законной подсудности гражданских дел, существует договорная подсудность. Тяжущимся предоставляется право отступать от правил о законной подсудности и обращаться с просьбою о разборе дела к выбранному ими суду. Стороны могут, совершая договор, заранее определить тот суд, которому спор их должен быть подсуден.

## Подсудность вуголовном процессе
Подсудность в уголовном процессе распадается на предметную и местную. Первая установляет, какому судебному органу дело подсудно (мировому судье или окружному суду и т. п.) и называется предметной, потому что степень власти каждого судебного органа обусловливается предметами его ведения. Вторая касается распределения судебной власти между судебными органами одной категории, но разных местностей, т. е. определяет какому именно суду (мировому судье данного участка или другого) подлежит рассмотрение того или иного дела.
Предметная подсудность в свою очередь распадается на общую и особенную, установленную для некоторого класса лиц или разряда дел. Подсудность есть институт публичный. Уполномочивая судебный орган на известные действия, закон тем самым воспрещает ему выходить за границы своей компетенции и признает все те действия, на которые он не был уполномочен, ничтожными. Приговоры уголовного суда, постановленные с нарушением подсудности, никогда не могут иметь силы судебного решения.
Из публичного характера института подсудности вытекает и то, что добровольная подсудность в уголовном процессе принципиально недопустима.
Главным основанием территориальной подсудности в современном уголовном процессе признаётся место совершения преступления, ибо нигде уголовные доказательства, как в период предварительного следствия, так и во время судебного производства, не могут быть обнаружены с таким успехом и исследованы с такой полнотой, как в самой местности, где преступление совершено.
Под местом совершения преступления должно разуметь местность, где был выполнен весь законный состав преступного деяния. Когда преступление слагается из одного действия (нанесение удара при оскорблении, нанесение раны и пр.), положение это не возбуждает сомнений; но когда законный состав преступления обусловливается наступлением известных последствий или когда преступное деяние слагается из нескольких действий виновного, то возникают немалые затруднения (если, напр., смертельные повреждения с намерением лишить жизни причинены в округе одного суда, а смерть последовала в округе другого, или денежные знаки подделывались в одной местности, а сбывались в другой, или кража совершена в несколько приемов, или преступление является длящимся).
В таких случаях подсудность может определяться местом, где совершено большинство расследованных по данному уголовному делу преступлений или совершено наиболее тяжкое из них, а в длящихся и продолжаемых преступлениях — местом, где происходили последние преступные действия